# اوروشولا گرابوفسکا
اوروشولا گرابوفسکا (لهستانی: Urszula Grabowska؛ زادهٔ ۲۷ ژوئن ۱۹۷۶) بازیگر اهل لهستان است.
از فیلم‌ها یا مجموعه‌های تلویزیونی که وی در آن‌ها نقش داشته‌است، می‌توان به بدون پنهان‌کاری، آغاز بهار، مدار بسته، تنها عشق، دستورالعمل زندگی، چشمانت را باز کن، قانون حقیقی، صد سال خاندان وینیخ، در خوشی و سختی، هتل ۵۲، ماگدا ام. و دوستان اشاره نمود.